# Georgetown, Virginia
Georgetown là một cộng đồng chưa hợp nhất tại Hạt Northumberland, thuộc bang Virginia của Hoa Kỳ.